# Fornicata
A Fornicata a Metamonada Trichozoa csoportjába tartozó klád, a Parabasalia vagy a Preaxostyla testvércsoportja.

## Történet
Alastair G. B. Simpson írta le 2003-ban alosztályként. 2006-ban Parfrey et al. igazolták, hogy klád.
Thomas Cavalier-Smith 2012-es és 2021-es rendszertanában a Trichozoába sorolta a Parabasalia testvércsoportjaként, előbbiben főosztályként, utóbbiban altörzságként.

## Morfológia
Hátsó ostora átmeneti zónája C-tubulusból, axoszómából és lehetséges makkszerkezetből áll. Apomorf jellemzője a „B-rost” R2 mikrotubulus-gyökérből eredése, de ez másodlagosan eltűnt a Diplomonadida és Caviomonadidae kládokban. A Retortamonadida lant alakú lehet, hátul lehet tüskéje.
A Carpediemonas-szerű fajok kétostorúak, de 2–4 kinetoszóma található bennük, hátulsó ostora 1–3 mélyedéssel rendelkezik, és abban ver, sejtszája széles, mitokondriumuk redukálódott mito- vagy hidrogenoszóma lett, vagy akár eltűnt.
A legtöbb sejtszájjal rendelkező fajban a sejtszáj a sejtgarathoz csatlakozik.
Az ostorhoz tartozó laterális nyílás csak a Carpediemonadidae és Retortamonadida csoportokban található meg, és az Oxymonadida, a Parabasalia, a Neozoa és a Diplomonadida egymástól függetlenül veszthették azt el.

## Életmód
Szabadon élő, kommenzalista vagy parazita, anaerob vagy mikroaerofil eukarióták kládja.

## Életciklus
Általában trofozoita és ciszta közt váltakozhat, a Giardia egyes feltételezések szerint lehet ivaros is – például ismert a meiotikus rekombináció jelensége is benne –, de ivarosságára nincs egyértelmű bizonyíték.
A Carpediemonas Hap2 és Gex1 fehérjéi erős bizonyítékok lehetnek ivaros szaporodására, akárcsak a tmcB családja és a CatSper: ezek az ivaros életciklushoz szükséges sejtkommunikációs és mozgási utakban vesznek részt. A CatSper részt vesz a spermiumok érésében és mozgásában, és a Carpediemonas előtt csak az Opisthokonta kládban és 3 protozoonban volt ismert. Az egypontos nukleotid-polimorfizmusok gyakorisága alapján a Carpediemonas haploid, ivaros szaporodáskor a zigóta keletkezése után meiózissal alakulhat vissza haploid állapotába.

## Genetika
A glükóz-6-foszfát-dehidrogenáz és a 6-foszfoglükonolaktonáz eltűnése előtt egyesülhetett egy Parabasaliával közös ősében. Arginil-tRNS-szintetáza feltehetően citoplazmatikus, és a szekvenciák alapján magi eredetű.
Feltehetően a mitokondriális eredetű sejtszervecskébe kerül a glicinanyagcsere 5 fehérjéje a velük rendelkező fajokban (például Carpediemonas spp., Dysnectes spp.). Több faj rendelkezik NADH-reoxidációs és elektrontranszfer-fehérjékkel – előbbivel az Aduncisulcus paluster, a Chilomastix caulleryi és a Diplomonadida nem rendelkeznek, utóbbival a Fornicatán belül csak a C. caulleryi, a Spironucleus vortens és a S. barkhanus nem rendelkezik. A HydA hidrogéntermelő fehérje a C. caulleryi kivételével, a HydB kivétel nélkül minden fajban megtalálható, utóbbi esetben viszont a Giardiában citoszolikus lehet. A HydE és HydF szintén a fajok többségében megtalálhatók. Az ATP-előállító fehérjék általában a sejtszervecskében működnek, kivéve az ACS1-et és 2-t, utóbbi alól kivéve a S. salmonicidát, ahol az ACS2 az MRO-ban működik. Az ASCT1C 1 Fornicata-fajban van jelen, az ASCT1B 3-ban, míg az SCSa és b 5-ben.
A Carpediemonas az egyik első, a többi eukariótában ismert erősen állandósult – Salas-Leiva et al. 2021-es tanulmánya alapján „kanonikus” – DNS-feldolgozó rendszer nélküli szabadon élő eukarióta nemzetség: nincs origófelismerő komplexe vagy CDC6-a. DNS-polimeráz α-ja teljes, DNS-polimeráz õ-ja 2, DNS-polimeráz ε-ja 1–2 egységből áll, a C. membraniferában jelen van még egy CHRAC1 gén is.:1. ábra A Fornicata PIF1-homológjai 3 kládot alkotnak: a Carpediemonas legtöbb PIF1-homológja az összes többi homológ alkotta klád testvércsoportjának tagja, 2 ilyen homológ azonban a Giardia duodenalis, a Giardia muris és a Kipferlia bialata egy homológjának testvércsoportját alkotja. A Fornicata harmadik homológcsoportja a Monocercomonides exilisének testvércsoportja.:2. ábra
Kinetochor-hálózata jelentősen egyszerűsödött: laterális és pozitív végi mikrotubulus-kölcsönhatások génjeivel nem rendelkezik, csak negatív végiekkel, de ezek sincsenek jelen a Carpediemonasban. Egyetlen szerkezeti kinetochor-alegységgel rendelkező Fornicata-faj ismert, ez a K. bialata, de ez is csak 1-gyel rendelkezik a CCAN-en. A centromerekkel való kölcsönhatásban részt vevő 6 génből a CPC-nek 1 vagy 2 egysége van meg, CenpA viszont nincs minden fajban jelen.:3. ábra
A Carpediemonas membranifera a C. frisiával ellentétben 4 Geminivirus-szerű iniciációs fehérjével rendelkezik, viszont mindkét faj rendelkezik helitronszerű helikáz-endonukleázokkal.

## Ökológia
A Carpediemonas-szerű fajok, egyes Diplomonadida-, Retortamonadida- és Caviomonadidae-fajok szabadon élők, mások paraziták vagy kommenzalisták.
A városi környezetekben gyakori – egy városi szennyvíztisztító üzemben a 6. leggyakoribb protozoonklád, így komoly patogénforrás lehet.

## Rendszertan
Adl et al. 2019-es rendszertanában 4 csoportra bontotta, ezek a „Carpediemonas-szerű fajok” polifiletikus csoportja mellett a Diplomonadida, a molekuláris filogenetikai tanulmányok alapján feltehetően a Retortamonas hibás azonosítása vagy polifíliája miatt polifiletikus Retortamonadida és a Caviomonadidae.

## Egészségügyi jelentőség
Több Fornicata-faj állatparazita. Például a Giardia embereket, a Spironucleus általában halakat, madarakat vagy egereket fertőz. Ezenkívül a Retortamonadida megtalálható makákókban, kétéltűekben és emberekben is.
A Retortamonas madarakban, rovarokban, hüllőkben, kétéltűekben és emlősökben is ismert, de nem ismert patogén csoportja.

### Tünetek
A giardiasis bár nem letális, jelentősen befolyásolja a szuszceptibilis élőlények életminőségét. Hosszú távú tünetei lehetnek például a fejlődési rendellenességek, a csökkent növekedés, a krónikus fáradtság, a kognitív zavarok és az irritábilisbél-szindróma.

### Kezelés
A Giardia ellen kevés gyógyszer érhető el, és az elérhető gyógyszerek se megfelelők, mivel gyakoriak mellékhatásai, karcinogének, és nem tudják teljesen kezelni a fertőzéseket. A kezelések gyakran metronidazollal vagy nitrimidazollal történnek, azonban előbbire gyakori parazitarezisztencia és számos káros mellékhatás – például hányás, émelygés, diarrhoea, constipatio, gyomorproblémák és fejfájás – jellemzők, melyek neurológiai betegségekhez vezethetnek, és nem ismert ennek mechanizmusa. Ezenkívül a magzatban ajakhasadékot okozhat.,
A Spironucleus ellen nem ismert gyógyszer, halakban szisztémás és szervi fertőzéseket egyaránt okoz, jelentős hozamcsökkenéssel járva. Fő tünetei halakban belső vérzések, splenomegalia és granulómás máj- és lépléziók. A Cichlidae-fajokban lyukasfej-betegséget okozhat.